# Gisela Anton
Gisela Anton (nascida Gisela Glasmachers; 1955) é uma física alemã.
Gisela Anton começou a estudar física em 1973 em Bonn, onde obteve um doutorado em 1983. Trabalhou de 1984 a 1995 no Instituto de Física da Universidade de Bonn e foi pesquisadora visitante em Saclay em 1990/1991 e em Mainz em 1991/1992 in Mainz. Obteve a habilitação em 1993 em Bonn e foi chamada em 1995 para a cátedra de física experimental da Universidade de Erlangen-Nuremberg.

## Trabalho
Gisela Anton trabalhou em Bonn com física de altas energias e trabalhou no acelerador de partículas ELSA (Elektronen-Stretcher-Anlage), desenvolvendo para o mesmo o detector Amadeus. Por esta realização recebeu em 1994 o Prêmio Gottfried Wilhelm Leibniz da Deutsche Forschungsgemeinschaft, sendo condecorada em 1995 com a Bundesverdienstkreuz.